# Isatou Njie-Saidy
Pour les articles homonymes, voir Njie.
Isatou Njie-Saidy (parfois orthographié Aisatu N'Jie Saidy), née le 5 mars 1952 à Kuntaya, est une femme d'État gambienne. Elle est vice-présidente de la République de 1997 à 2017, la première femme à occuper ce poste.

## Biographie
Isatou Njie-Saidy est née à Kuntaya, une localité du district de Jokadu dans la division de North Bank, au nord du pays. 
De septembre 1983 à décembre 1989, elle est secrétaire générale du conseil national des femmes de Gambie.
De juillet 1996 à 2001, Isatou Njie Saidy est ministre de la Santé et des Affaires sociales du gouvernement de Yahya Jammeh. Elle rajoute le secrétariat d'État des Affaires féminines à ses fonctions en mars 1997, remplaçant dans cette autre fonction Nyimasata Sanneh-Bojang.
Le 20 mars 1997, elle devient vice-présidente de la République, la deuxième plus haute fonction dans l'État gambien. Elle occupe son poste pendant près de vingt ans, jusqu'à sa démission le 18 janvier 2017 dans le climat de crise qui règne dans le pays à la suite de l'élection présidentielle de décembre 2016 remportée par l'opposant Adama Barrow.
Isatou Njie-Saidy est mariée et mère de quatre enfants.